# جيم بيتمان (سياسي)
جيم بيتمان هو سياسي نيوزيلندي، ولد في 5 أبريل 1925، وتوفي في 20 أكتوبر 1987. نشط حزبياً في حزب العمال النيوزيلندي.